# بيركهولدرية ريزوكسينية
بيركهولدرية ريزوکسينية (الاسم العلمي: Burkholderia rhizoxinica) هي نوع من البكتيريا، سلبية الغرام، تتبع جنس البيركهولدرية.